# 失控·幽靈飛車
《失控·幽靈飛車》是由中國及德國合作拍攝的動作電影，導演為林韜及Axel Sand，崔勝鉉、張柏芝、邁克爾·特維諾、SNH48費沁源及曾舜晞等人領銜主演，原預計於2016年12月由華夏電影製作發行公司在中國上映。影片講述一位中國女明星到德國參加柏林影展時遭遇意外，在極度危險及無助的情況下，與前來救援的國際特警一起勇敢堅強努力自救的故事。

## 劇情簡介
風光無限的中國女明星Lucy Lin遠赴德國參加柏林電影節，卻偶然遇到在柏林街頭追擊逃犯的落魄刑警Tom。從Lucy坐上加長豪車的那一刻起，整個世界的目光都聚焦到了這輛車上。豪車意外失控，在柏林街區及高速公路上以超高時速一路狂飆。柏林全城戒備，一場爭分奪秒的救援與謀殺行動同時展開。

## 演員陣容
| 演員姓名        | 角色名稱  | 介紹                                         |
| --------------- | --------- | -------------------------------------------- |
| 崔勝鉉          | Tom Young | Lucy Lin的前未婚夫                           |
| 張栢芝          | Lucy Lin  | 中國頂級女星參加柏林電影節意外捲入一場綁架案 |
| 邁克爾·特維諾   |           |                                              |
| 費沁源（SNH48） | 唐蘇      |                                              |
| 曾舜晞          | Bobby     |                                              |
| Merle Collet    |           |                                              |
| Steve Windolf   |           |                                              |
| Eskindir Tesfay |           |                                              |

## 外部連結
- 互联网电影数据库（IMDb）上《失控·幽靈飛車》的资料（英文）